# Sürgücü, Savur
Sürgücü là một thị trấn thuộc huyện Savur, tỉnh Mardin, Thổ Nhĩ Kỳ. Dân số thời điểm năm 2010 là 3.406 người.